# كالفين واتسون

كالفين واتسون (بالإنجليزية: Calvin Watson)‏ (و. 1993  م) هو راكب دراجة هوائية أسترالي، ولد في ملبورن.

## سباقات أو مراحل فاز بها
| التاريخ       | السباق                                             | المركز                  |
| ------------- | -------------------------------------------------- | ----------------------- |
| 20 مارس 2011  | 2011 Oceania Road Cycling Championships Men U19 RR | الفائز في التصنيف العام |
| 06 يناير 2013 | طواف هيرالد صن 2013                                | الفائز في التصنيف العام |
| 17 يونيو 2018 | طواف سويسرا 2018                                   | الخامس في تصنيف النقاط  |

## روابط خارجية
- كالفين واتسون على موقع الاتحاد الدولي للدراجات (الإنجليزية)
- كالفين واتسون على موقع أرشيف الدراجات (الإنجليزية)
- كالفين واتسون على موقع إحصائيات الدراجات الإحترافية (الإنجليزية)
- كالفين واتسون على موقع نسبة الدراجات (الإنجليزية)